# Spinimegopis kachina
Spinimegopis kachina là một loài bọ cánh cứng trong họ Cerambycidae.